# Grande Prémio Internacional de Torres Vedras-Troféu Joaquim Agostinho 2012
Il Grande Prémio Internacional de Torres Vedras-Troféu Joaquim Agostinho 2012, trentacinquesima edizione della corsa, si svolse dal 12 al 15 luglio 2012 su un percorso di 461 km ripartiti in 3 tappe più un cronoprologo, con partenza da Torres Vedras e arrivo ad Alto dos Moinhos. Fu vinto dal portoghese Ricardo Mestre della Carmin-Prio davanti allo spagnolo Iker Camaño Ortuzar e al portoghese José Gonçalves.

## Tappe
| Tappa  | Data      | Percorso                                          | km  | Vincitore di tappa  | Leader cl. generale |
| ------ | --------- | ------------------------------------------------- | --- | ------------------- | ------------------- |
| Prol.  | 12 luglio | Torres Vedras > Torres Vedras (cron. individuale) | 8   | Iker Camaño Ortuzar | Iker Camaño Ortuzar |
| 1ª     | 13 luglio | Manique do Intendente > Vimeiro                   | 184 | Sérgio Ribeiro      | Iker Camaño Ortuzar |
| 2ª     | 14 luglio | Torres Vedras > Torres Vedras                     | 100 | Sergey Belykh       | Iker Camaño Ortuzar |
| 3ª     | 15 luglio | Atouguia da Baleia > Alto dos Moinhos             | 169 | Ricardo Mestre      | Ricardo Mestre      |
| Totale | Totale    | Totale                                            | 461 |                     |                     |

## Dettagli delle tappe

### Prologo
- 12 luglio: Torres Vedras > Torres Vedras (cron. individuale) – 8 km

| Pos. | Corridore           | Squadra       | Tempo  |
| ---- | ------------------- | ------------- | ------ |
| 1    | Iker Camaño Ortuzar | Endura Racing | 11'29" |
| 2    | Ricardo Mestre      | Carmin-Prio   | a 5"   |
| 3    | Hugo Sabido         | LA-Antarte    | a 6"   |

| Pos. | Corridore           | Squadra       | Tempo  |
| ---- | ------------------- | ------------- | ------ |
| 1    | Iker Camaño Ortuzar | Endura Racing | 11'29" |
| 2    | Ricardo Mestre      | Carmin-Prio   | a 5"   |
| 3    | Hugo Sabido         | LA-Antarte    | a 6"   |

### 1ª tappa
- 13 luglio: Manique do Intendente > Vimeiro – 184 km

| Pos. | Corridore                 | Squadra           | Tempo    |
| ---- | ------------------------- | ----------------- | -------- |
| 1    | Sérgio Ribeiro            | Efapel            | 4h37'20" |
| 2    | Carlos Barbero            | Orbea Continental | s.t.     |
| 3    | Antonio Ferreira Carvalho |                   | s.t.     |

| Pos. | Corridore           | Squadra       | Tempo    |
| ---- | ------------------- | ------------- | -------- |
| 1    | Iker Camaño Ortuzar | Endura Racing | 4h48'52" |
| 2    | Ioannis Tamouridis  | SP Tableware  | a 9"     |
| 3    | Ricardo Mestre      | Carmin-Prio   | a 12"    |

### 2ª tappa
- 14 luglio: Torres Vedras > Torres Vedras – 100 km

| Pos. | Corridore           | Squadra       | Tempo    |
| ---- | ------------------- | ------------- | -------- |
| 1    | Sergey Belykh       | Lokosphinx    | 2h42'28" |
| 2    | Sérgio Ribeiro      | Efapel        | s.t.     |
| 3    | Iker Camaño Ortuzar | Endura Racing | s.t.     |

| Pos. | Corridore           | Squadra       | Tempo    |
| ---- | ------------------- | ------------- | -------- |
| 1    | Iker Camaño Ortuzar | Endura Racing | 7h31'16" |
| 2    | Ioannis Tamouridis  | SP Tableware  | a 13"    |
| 3    | Ricardo Mestre      | Carmin-Prio   | a 16"    |

### 3ª tappa
- 15 luglio: Atouguia da Baleia > Alto dos Moinhos – 169 km

| Pos. | Corridore      | Squadra       | Tempo    |
| ---- | -------------- | ------------- | -------- |
| 1    | Ricardo Mestre | Carmin-Prio   | 4h11'23" |
| 2    | José Gonçalves | Onda-Boavista | a 20"    |
| 3    | Sérgio Ribeiro | Efapel        | a 26"    |

| Pos. | Corridore           | Squadra       | Tempo     |
| ---- | ------------------- | ------------- | --------- |
| 1    | Ricardo Mestre      | Carmin-Prio   | 11h42'45" |
| 2    | Iker Camaño Ortuzar | Endura Racing | a 20"     |
| 3    | José Gonçalves      | Onda-Boavista | a 27"     |

## Classifiche finali

### Classifica generale
| Pos. | Corridore                      | Squadra                   | Tempo     |
| ---- | ------------------------------ | ------------------------- | --------- |
| 1    | Ricardo Mestre                 | Carmin-Prio               | 11h42'45" |
| 2    | Iker Camaño Ortuzar            | Endura Racing             | a 20"     |
| 3    | José Gonçalves                 | Onda-Boavista             | a 27"     |
| 4    | Sérgio Ribeiro                 | Efapel-Glassdrive         | a 37"     |
| 5    | Ioannis Tamouridis             | SP Tableware Cycling Team | a 40"     |
| 6    | José Joao Pimenta Costa Mendes | LA-Antarte                | a 49"     |
| 7    | Daniel Eduardo Moreira Silva   | Onda-Boavista             | a 56"     |
| 8    | Antonio Ferreira Carvalho      |                           | a 1'03"   |
| 9    | Edgar Pinto                    | LA-Antarte                | a 1'05"   |
| 10   | Celio Cristiano Sousa          | Onda-Boavista             | a 1'14"   |